# Gastone Mojaisky Perrelli
Gastone Mojaisky Perrelli (Buonalbergo, 6 agosto 1914 – Napoli, 5 marzo 2008) è stato un arcivescovo cattolico italiano.

## Biografia
Appartenente alla nobile famiglia di un ambasciatore russo che fu al servizio dello zar, Gastone Mojaiski Perrelli era figlio di Carlo - avvocato e segretario comunale - e di Alceste Perrelli di signorile casato di Buonalbergo, il piccolo centro della provincia di Benevento ove egli nacque e dove la famiglia del padre si era rifugiata per motivi politici, stabilendo legami di parentela con i più illustri casati del circondario quali i Perrelli, i Mogavero, i Cosentini e i D'Amore, questi ultimi due rispettivamente originari di Benevento e di San Marco dei Cavoti.
A Buonalbergo (all'epoca appartenente alla diocesi di Ariano) Gastone Mojaisky Perrelli venne educato alla religione cristiana dalla sua famiglia, che si era avvicinata alla Chiesa dopo la morte prematura di Alceste Perrelli nel 1918 di febbre Spagnola e l'inaspettata e fortissima vocazione di sua sorella Anna Mojaisky la quale - proprio in memoria della madre - aveva preso i voti col nome di suor Alceste Maria. Anna, nata nel 1908, entrò nell’ordine delle Suore dell’Immacolata Concezione d’Ivrea e, tra l'altro, seguì con fervore l’opera di Don Dolindo Ruotolo, sacerdote napoletano oggi venerato come Servo di Dio.
Intanto Gastone, orfano di madre a soli quattro anni, venne allevato dalla matrigna donna Emilia D'Amore e dopo aver compiuto gli studi a Napoli presso il liceo "G.B. Vico", scelse la vita ecclesiastica, formandosi al Pontificio Seminario di Benevento e ricevendo l'abito talare il 14 novembre 1932 dall'allora arcivescovo Adeodato Giovanni Piazza. Poco più di un mese dopo la sorella Suor Alceste Maria morì giovanissima il 17 dicembre 1932.
Nel 1937, presso la chiesa di San Nicola di Bari in Buonalbergo fu ordinato sacerdote, laureandosi successivamente in diritto canonico presso l'Università Lateranense e in lettere classiche presso il principale ateneo di Roma. 
Al proprio cognome aggiungerà poi quello della madre.
Alla sua preparazione scolastica e universitaria aggiunse anche la perfetta conoscenza di ben cinque lingue, che gli consentì di essere inviato in Bolivia nel 1942 quale segretario della nunziatura vaticana, mentre nel 1945 fu anche nominato incaricato d'affari ad interim.
Nel 1946, con la stessa qualifica, fu a Santiago del Cile, trasferendosi poi in Svizzera tre anni dopo come uditore della nunziatura apostolica a Berna e quindi, nel 1951, in Messico come consigliere di nunziatura.
Rettore ad interim delle nunziature apostoliche di Cuba e del Guatemala, fu inviato da papa Pio XII a Mombasa nel 1957, in veste di delegato apostolico dell'Africa Orientale e Occidentale Britannica, incarico che dal 1959 ricoprì anche a Léopoldville per il Congo e il Ruanda-Burundi.
Arcivescovo titolare di Amida dall'8 agosto 1959, divenne arcivescovo-vescovo di Nusco il 10 maggio 1963 e poi arcivescovo metropolita di Conza e vescovo di Sant'Angelo dei Lombardi e Bisaccia. Si distinse per il suo carattere molto signorile, volitivo, austero e integerrimo sia con gli altri sia con sé stesso. Nel 1978, anche in seguito ad accesi contrasti col clero locale, preferì ritirarsi dall'attività pastorale e visse presso il santuario del Santissimo Salvatore di Montella quasi in eremitaggio.
Dalla metà degli anni ottanta si trasferì poi a Napoli, a riposo, presso la comunità dei padri Vincenziani in Via Vergini, ove si spense all'alba del 5 marzo 2008.
Dopo le solenni esequie concelebrate il 7 marzo a Sant'Angelo dei Lombardi anche dall'arcivescovo di Benevento Andrea Mugione, è stato tumulato nella tomba di famiglia in Buonalbergo.

## Genealogia episcopale e successione apostolica
La genealogia episcopale è:
- Cardinale Scipione Rebiba
- Cardinale Giulio Antonio Santori
- Cardinale Girolamo Bernerio, O.P.
- Arcivescovo Galeazzo Sanvitale
- Cardinale Ludovico Ludovisi
- Cardinale Luigi Caetani
- Cardinale Ulderico Carpegna
- Cardinale Paluzzo Paluzzi Altieri degli Albertoni
- Papa Benedetto XIII
- Papa Benedetto XIV
- Papa Clemente XIII
- Cardinale Bernardino Giraud
- Cardinale Alessandro Mattei
- Cardinale Pietro Francesco Galleffi
- Cardinale Filippo de Angelis
- Cardinale Amilcare Malagola
- Cardinale Giovanni Tacci Porcelli
- Papa Giovanni XXIII
- Cardinale Domenico Tardini
- Arcivescovo Gastone Mojaisky Perrelli

La successione apostolica è:
- Vescovo Pierre Bouckaert, S.I. (1961)
- Vescovo Jacques Mbali (1961)
- Vescovo Joseph Sibomana (1961)
- Arcivescovo Ferdinando Palatucci (1968)